# أ. جاي بيك
أ. جاي بيك (بالإنجليزية: A. J. Beck)‏ هو ضابط أمريكي، ولد في 24 مايو 1914 في دالاس في الولايات المتحدة، وتوفي بنفس المكان في 2 يوليو 2006.